# Brendan Eich
Brendan Eich (ejtsd: ˈaɪk) (Pittsburgh, 1961. július 4. –) amerikai programozó, a JavaScript programnyelv megteremtője. Társalapítója a Mozilla projektnek, a Mozilla Alapítványnak és a Mozilla Corporationnak. Ez utóbbi műszaki igazgatója (CTO) és rövid ideig vezérigazgatója (CEO) is volt. 2016-tól a Brave Software nevű startup alapítója és vezérigazgatója.

## Élete
A Silicon Graphics nevű cégnél dolgozott, majd 1995-ben a Netscape munkatársa lett, ahol JavaScript programnyelv megalkotása lett a feladata. 1998-ban a Mozilla Alapítvány egyik alapítója volt és a szervezetben ő lett a szoftverarchitektúráért felelős vezető. 2014-ben az Alapítvány műszaki vezérigazgatói posztjáról lépett elő az első számú vezetői posztra. Posztjáról alig néhány hét után lemondott, mivel személyisége és politikai nézetei (korábban aktívan támogatta a melegjogok ellen fellépő mozgalmat) túlságosan megosztónak bizonyultak a szervezeten belül és veszélyeztették a Mozilla üzleti lehetőségeit. 2016-ban indította el új cégét, a Brave Software-t.